# Каварма
Каварма (болг. кавърма, тур. kavurma, арм. տհալ, ղավուրմա) — блюдо балканской кухни, наиболее популярное в Турции и Болгарии. Подаётся в горячем и в холодном виде. При этом, фактически, получаются два разных блюда.

## Разновидности блюда

### Каварма горячая
Горячая каварма напоминает жирный суп или жаркое. Основные ингредиенты, прежде всего, мясо, сначала обжариваются, а потом доготавливаются, запекаются в глиняном горшочке или кастрюле. Состав данного блюда варьируется в зависимости от региона: чаще всего используются свинина и/или курятина, лук, чабер, перец стручковый, томаты, вино, грибы, красный и чёрный перец, соль. Но бессарабские болгары Молдавии и Украины готовят каварму по совершенно иным рецептам. В Молдавии, в Бессарабии для кавармы используют овечье мясо или баранину. На Украине используют исключительно ягнятину. Каварму варят в большом казане на улице на открытом огне, добавляя чёрный перец, красный перец, другие специи по вкусу. Часто используется старая овца. Мясо тщательно снимается с кости. Процесс варки может быть достаточно длительным, пока мясо не разварится. Блюдо считается очень сытным, калорийным.

### Каварма холодная
После того, как мясо будет приготовлено, жир должен загустеть, а сало приобрести оранжевый цвет путем добавления красного молотого перца. Вся эта смесь переливается в желудок овцы, который перед этим тщательно был промыт и почищен. Получившийся мешок из желудка овцы с варёным мясом, топленым жиром и специями ставится под пресс для застывания и приобретения формы. После охлаждения каварма нарезается ломтиками средней толщины и подается на стол. Другой вариант: после приготовления из казана извлекаются все кости и каварма разливается по формам, где она и застывает. Это отличный способ консервации — так каварма (каурма) может храниться даже вне холодильника несколько недель, например, в подвале или другом прохладном месте. Холодная каварма зачастую продается на рынках. Такую кавурму, которая чем-то напоминает сальтисон, можно, опять же, разогреть на сковороде.